# Marianna Korolewska
Marianna (Żak-Puchar) Korolewska (ur. 26 lutego 1935 w Stobnicy) – polska spadochroniarka, reprezentantka Polski w spadochroniarstwie, zawodniczka Aeroklubu Wrocławskiego i Warszawskiego, członek I Oddziału w Warszawie Związku Polskich Spadochroniarzy.

## Działalność sportowa
Działalność sportową Marianny (Żak–Puchar) Korolewskiej podano za: Kalendarium Aeroklubu Warszawskiego [online], 2002, s. 22–23, 55–56 [zarchiwizowane z adresu 2019-04-18].
Skakanie ze spadochronem rozpoczęła w 1953 w Nowym Targu. Uczestniczyła w wielu zawodach i mistrzostwach w kraju i za granicą. Trzykrotna mistrzyni Polski (1961, 1965, 1966), dwukrotna wicemistrzyni (1963, 1964). Członkini spadochronowej kadry narodowej. Pięciokrotnie startowała w mistrzostwach świata (1960–1968). Rekordzistka Polski w skokach grupowych na celność lądowania. 12 sierpnia 1961 wraz z Marią Wojtkowską ustanowiły dwa rekordy Polski w skokach z l000 m. 11 września 1966, jako druga kobieta w Polsce, wykonała w Warszawie tysięczny skok ze spadochronem. Startowała w zawodach „O Błękitną Wstęgę Odry” i „O Puchar Adriatyku”. Wykonała w swojej karierze 1263 skoki ze spadochronem. Posiada złotą odznakę spadochronową, Zasłużony Mistrz Sportu w spadochroniarstwie. Odznaczona Złotym i Srebrnym Krzyżem Zasługi i Uhonorowana odznaką Zasłużonego Działacza Kultury.
Życie prywatne:
Magister ekonomii, ukończyła studia na Uniwersytecie Warszawskim.

### Osiągnięcia sportowe[5]
- 1956 – 9–21 września III Spadochronowe Mistrzostwa Polski, Kraków. Klasyfikacja kobiet: II miejsce – Marianna Puchar (Aeroklub Wrocławski). Klasyfikacja drużynowa: III miejsce – Aeroklub Wrocławski
- 1959 – 21–31 lipca V Spadochronowe Mistrzostwa Polski, Warszawa. Klasyfikacja kobiet: III miejsce – Marianna Puchar (Aeroklub Wrocławski).
- 1961 – 17–24 września VII Spadochronowe Mistrzostwa Polski, Rzeszów. Klasyfikacja kobiet: I miejsce – Marianna Puchar (Aeroklub Warszawski).
- 1962 – VI Spadochronowe Mistrzostwa Świata w Orange (USA). Polska reprezentacja kobieca w składzie: Anna Franke, Antonina Chmielarczyk, Janina Krajewska i Marianna Puchar w konkurencji drużynowej zajęły III miejsce, zdobywając brązowy medal. W konkurencji skoku grupowego zajęły II miejsce, zdobywając srebrny medal i tytuł Wicemistrzyń Świata[6] [7] i IV miejsce indywidualnie.
- 1963 – 15–23 września VIII Spadochronowe Mistrzostwa Polski, Zielona Góra. Klasyfikacja kobiet: II miejsce – Marianna Puchar (Aeroklub Warszawski).
- 1964 – 13–20 września IX Spadochronowe Mistrzostwa Polski, Toruń. Klasyfikacja kobiet: II miejsce – Marianna Puchar (Aeroklub Warszawski).
- 1965 – 5–12 września X Spadochronowe Mistrzostwa Polski, Wrocław. Klasyfikacja kobiet: I miejsce – Marianna Puchar (Aeroklub Warszawski).
- 1966 – 4–11 września XI Spadochronowe Mistrzostwa Polski, Bielsko-Biała. Klasyfikacja kobiet: I miejsce – Marianna Puchar (Aeroklub Warszawski).

Marianna (Żak–Puchar) Korolewska
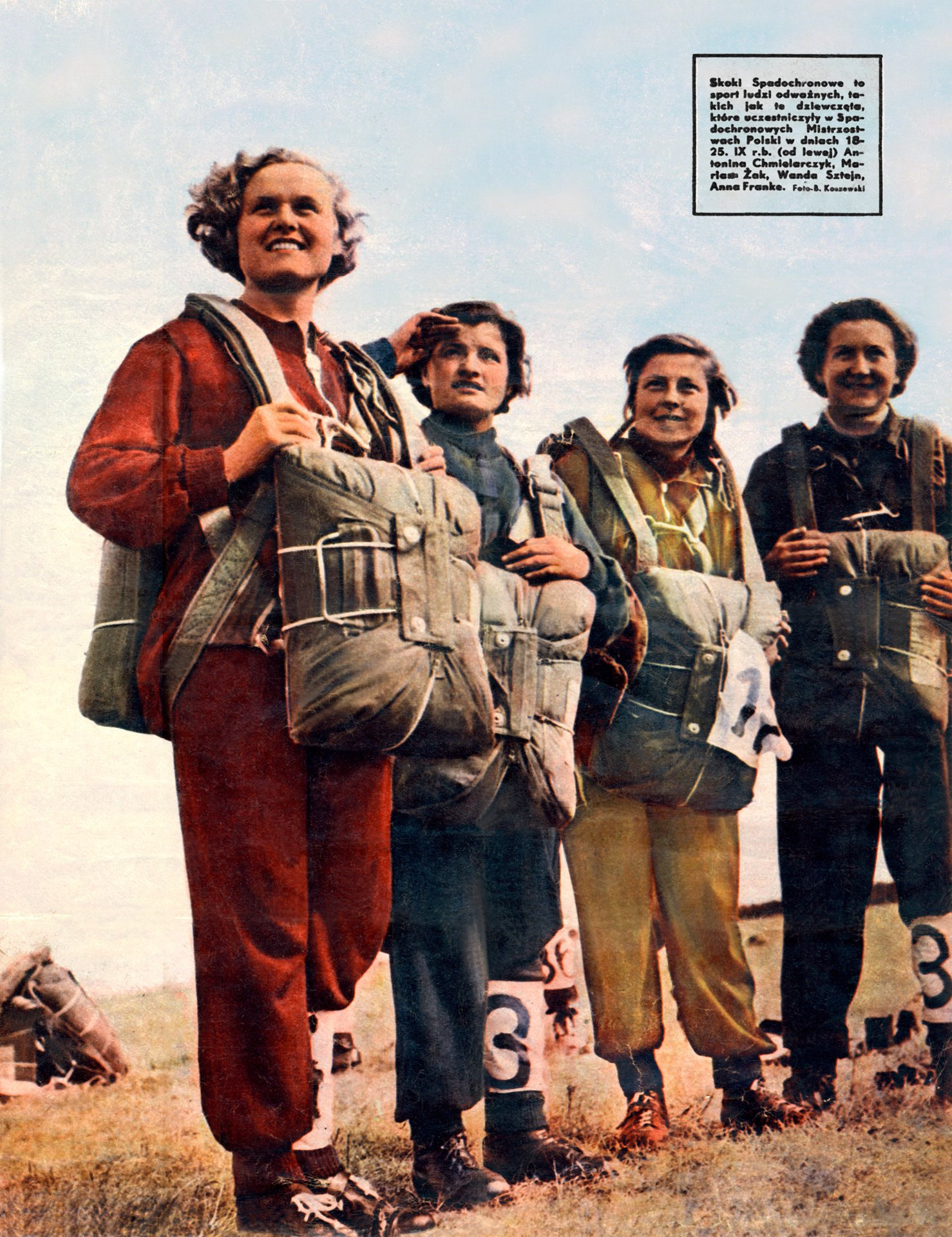
Marianna (Żak–Puchar) Korolewska (druga z lewej) – Spadochronowe Mistrzostwa Polski, Białystok (wrzesień 1955)
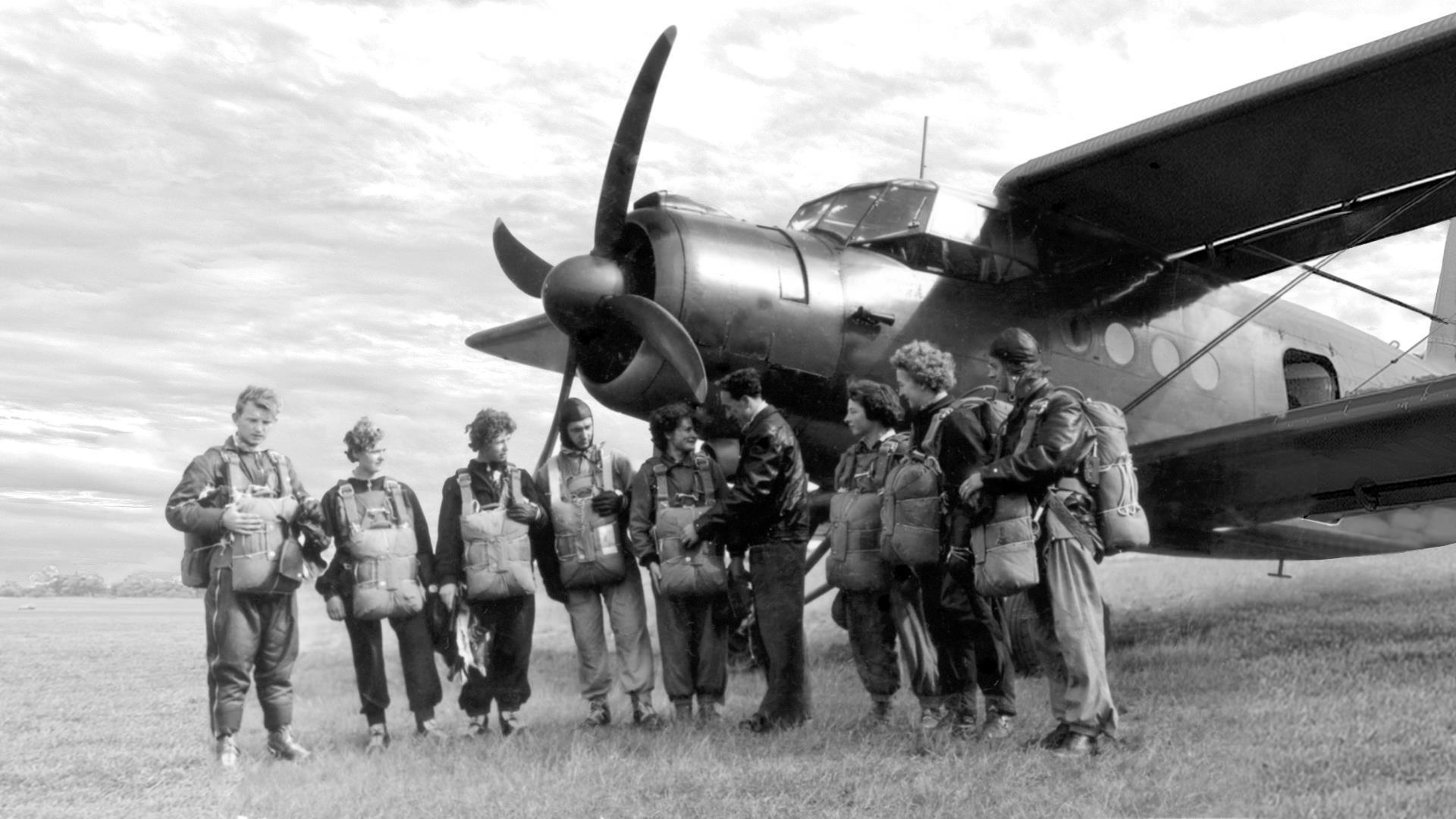
Marianna (Żak–Puchar) Korolewska (piąta z lewej), członkowie Spadochronowej Kadry Narodowej – Lotnisko Poznań-Kobylnica (1956)
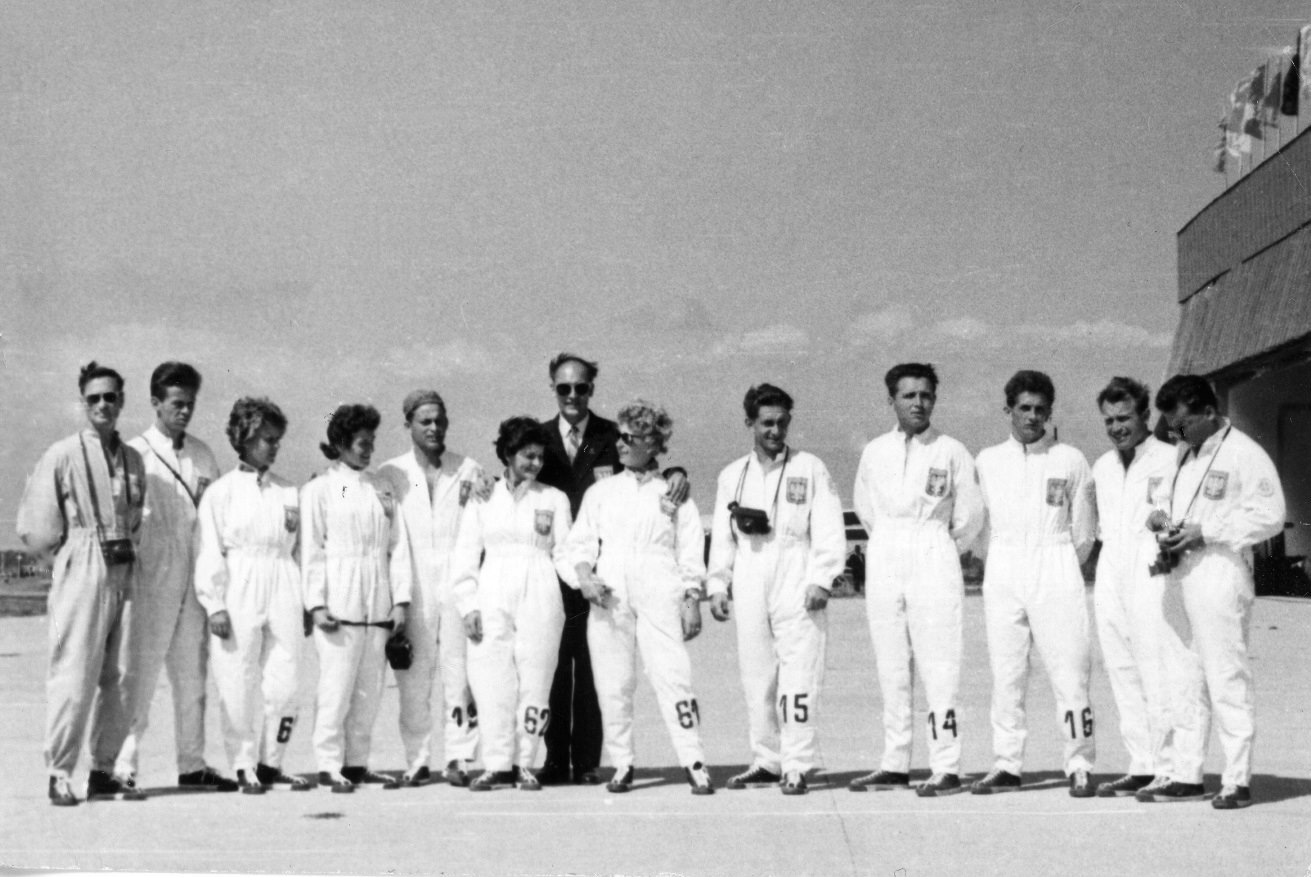
Marianna (Żak–Puchar) Korolewska (szósta z lewej) – V Spadochronowe Mistrzostwa Świata, Bułgaria (1960)